# Lars-Erik Larsson-gymnasiet
Lars-Erik Larsson-gymnasiet (LEL) grundades år 2001 av Eva Svanholm Bohlin och är en friskola i centrala Lund med naturvetenskapligt och samhällsvetenskapligt program, båda med musikprofil. Skolan drivs som en ideell förening och är uppkallad efter tonsättaren Lars-Erik Larsson.

## Historik
Skolans grundare hade sedan 1991 haft musikklasser vid Katedralskolan i Lund, men vid pensioneringen från denna tjänst bestämde Svanholm Bohlin sig för att starta friskolan Lars-Erik Larsson-gymnasiet.
Utformningen av skolan inspirerades av Sankt Annæ Gymnasium i Köpenhamn och Stockholms musikgymnasium.
Vid starten uppstod vissa problem med att hitta lokaler och under första året hyrdes tillfälliga lokaler i Lund Folkets Hus i Lund och vissa lektioner genomfördes i Lunds universitets lokaler. Undervisningen flyttade snart in sig i Lindebergska skolans lokaler, där även Lunds Kulturskola huserar, först som en temporär lösning, men efter flera rundor kring framför allt laborationssalar för de naturvetenskapliga ämnena uppfördes två tillfälliga paviljonger 2003. Dessa paviljonger användes fram till årsskiftet 2021/22 då nya lokaler för de icke musikaliska ämnena invigdes på Bredgatan i samband med skolans 20-årsjubileum.

## Utbildning
Skolan har sedan starten erbjudit ett naturvetenskapligt program med musikprofil och sedan 2014 även samhällsvetenskapligt program med musikprofil. Under läsåret 2024/25 togs tvp naturvetarklasser och en samhällsvetarklass in.
Stora delar av den konstnärliga undervisningen examineras genom offentliga konserter, bland annat framförs Lars-Erik Larssons Förklädd gud i Lunds domkyrka varje höst. Det genomförs också luciakonserter i Allhelgonakyrkan, en musikal på Lunds Stadsteater och elektrifierade konserter på Mejeriet.

## Alumner
- Artisten Måns Zelmerlöw[11]
- Hjördis Bornemark[12]